# 玫瑰連鰭唇魚
玫瑰連鰭唇魚，為輻鰭魚綱鱸形目隆頭魚亞目隆頭魚科的其中一種，分布於西大西洋區，從美國佛羅里達州南部至南美洲北部海域，棲息深度2-21公尺，本魚雌性體淡灰綠色，腹部變成略帶桃色，有擴散的橘紅色的斑紋從眼睛後面到尾鰭基底;在腹部上的一個寬的白色區域，下面的有些有紅色的垂直線。大的雄性成魚失去特殊的紅色，白色與黑色的斑紋; 每個身體鱗片上具一細長垂直的藍色斑點，頭部有接近垂直的藍灰色條紋及一個大的深色斑點，體長可達15公分，棲息在開放的沙底質海域，以沙中的無脊椎動物為食，生活習性不明，可作為觀賞魚。

## 擴展閱讀
維基物種上的相關：玫瑰連鰭唇魚